# 제이슨 톰프슨 (배우)
제이슨 톰프슨(Jason Thompson, 1976년 11월 20일 ~ )은 캐나다의 배우이다.

## 출연 작품
- 위시마스터 4 (2002)